# Свети Георги (Долно Граматиково)
Вижте пояснителната страница за други значения на Свети Георги.
„Свети Георги“ (на гръцки: Αγίου Γεωργίου) е средновековна православна църква във воденското село Долно Граматиково (Като Граматико), Гърция, част от Воденската, Пелска и Мъгленска епархия.
Църквата е разположена югозападно от селото. Изградена е според стар надпис в 1175 година. В храма има надпис, в който се споменава 1667 година – вероятно година на обновяване на храма. В храма има запазени ценни стенописи и ценен иконостас. Църквата е еднокорабна с притвор и женска църква.
В 1969 година е обявена за паметник на културата.